# Тітенко Сергій Михайлович
Сергі́й Миха́йлович Тіте́нко (* 22 липня 1954, Гола Пристань, Херсонська область, УРСР) — кандидат економічних наук, член Партії регіонів (з жовтня 2007); Голова Національної комісії, що здійснює державне регулювання у сфері електроенергетики (з 23 листопада 2011 по серпень 2014 року).

## Біографія
Освіта: Донецький політехнічний інститут (1977), гірничий інженер-економіст, «Економіка та організація гірничої промисловості».
Народний депутат України 6-го скликання з листопада 2007 до квітня 2010 від Партії регіонів, № 159 в списку. На час виборів: Голова Національної комісії регулювання електроенергетики України, член ПР. Член фракції Партії регіонів (з листопада 2007), перший заступник голови Комітету з питань паливно-енергетичного комплексу, ядерної політики та ядерної безпеки (з грудня 2007).
- З 1977 — економіст Інституту економіки промисловості АНУ.
- З 1979 — асистент, викладач, квітень 1994 — липень 1998 — завідувач кафедри Донецького політехнічного інституту (Донецький державний технічний університет).
- З липня 1998 — заступник начальника економічного управління, з жовтня 1998 — начальник управління інформаційно-аналітичного забезпечення та перспективного розвитку галузі Міністерства вугільної промисловості України.
- 1999 — експерт Служби Першого віце-прем'єр-міністра України.
- 2000 — начальник управління інвестиційно-корпоративної політики ВАТ «Укрпідшипник».
- З липня 2000 — заступник генерального директора з корпоративного розвитку та стратегічного планування промислово-інвестиційної корпорації «Укрпідшипник».
- Червень 2001 — березень 2002 — радник Прем'єр-міністра України.
- Березень 2002 — серпень 2003 — заступник Державного секретаря, серпень 2003 — квітень 2004 — перший заступник Міністра палива та енергетики України.
- 22 квітня 2004 — 25 лютого 2005 — Голова Національної комісії регулювання електроенергетики України.
- Лютий 2005 — січень 2007 — перший заступник Міністра палива та енергетики України.
- 31 січня — 8 листопада 2007, 17 березня 2010 — 23 листопада 2011 — Голова Національної комісії регулювання електроенергетики України.

Державний службовець 3-го рангу (червень 2001), 2-го (вересень 2003), 1-го рангу (червень 2011).
Почесна грамота Кабінету Міністрів України (грудень 2001). Знак «Шахтарська слава» III ступеня.